# 旧マサチューセッツ州会議事堂
旧マサチューセッツ州会議事堂（きゅうマサチューセッツしゅうかいぎじどう、英：Old State House）は、アメリカ合衆国マサチューセッツ州ボストンにある、同州の旧議事堂である。ワシントン・ストリートとステート・ストリートの交差点に位置する。
1713年に建築され、アメリカで最古の公共の建物の1つであり、1798年までマサチューセッツ州議会が行なわれていた。現在、ボストンの歴史学協会であるボストニアン・ソサエティが歴史博物館として運営している。ボストンで現存する最古の公共の建物であり、ボストンのウォーキングルート、フリーダムトレイルが通る観光スポットの一つとなっている。1960年にアメリカ合衆国国定歴史建造物に、1994年にボストン・ランドマーク委員会によりボストン・ランドマークに認定された。また新世界の中で選挙により選ばれた議会の議事堂としても初めてのものである。

## 歴史

### 1713年-1776年、マサチューセッツ湾植民地役場
現在のレンガ造りの旧州議事堂は、1712年から1713年にかけて建設されたもので、ロバート・トウェルヴズによって設計されたものではないかと考えられている。その前には1657年に建てられた木造の役場があったが、1711年に火事で焼けてしまった。イギリスの国章である7フィート（2メートル)の木造のライオンとユニコーンを特徴としていた。
もともと、この建物には1階に商人の取引所、地下室に倉庫が設けられていた。2階の東側には総督の会議室、西の端にはサフォーク郡裁判所及びマサチューセッツ邦最高裁判所の裁判官室が置かれていた。2階中央には選挙で選ばれたマサチューセッツ邦議会の議場が置かれた。この議場は、公衆の傍聴席があることで注目され、選挙された議員の議場に傍聴席が設けられた例としては、知られている限り英語圏で初めてである。
1747年火事に遭った後、1748年に内部が再建された。1712年から1713年に建てられたレンガの壁は火事による焼失を免れた。
1761年、弁護士のジェイムズ・オーティスが、総督会議室で、援助令状（関税徴収に関する捜査協力令状）の発付に対し反駁する弁論を行った。オーティスは敗訴したものの、その弁論はアメリカ独立戦争へつながっていく一つの出来事となった。独立戦争中、印紙法会議がマサチューセッツ邦議会で結成された。

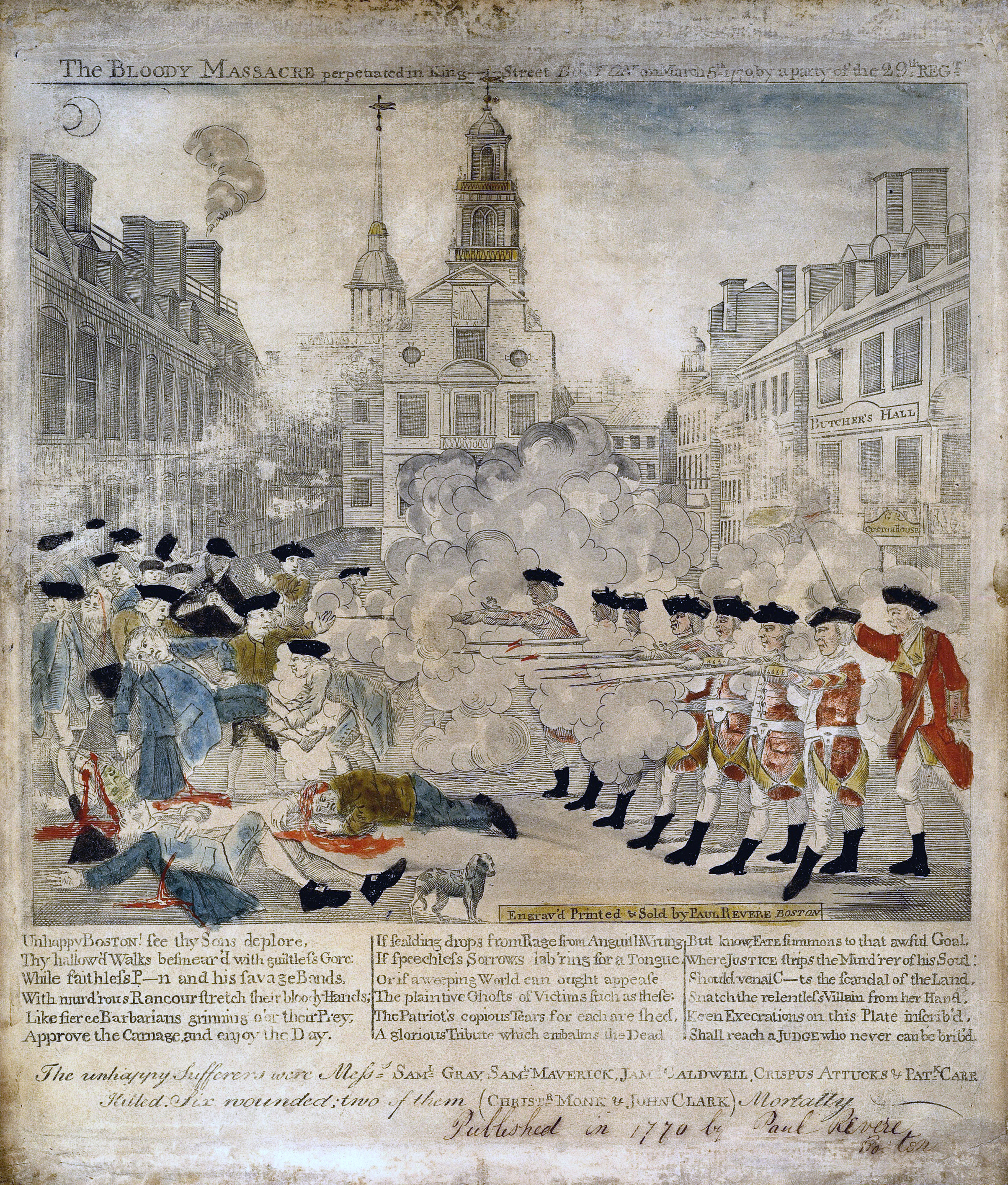
ポール・リビアによる版画。ペイトリオットの視点でボストン虐殺事件が描かれ、背景にはこの建物が描かれている。

1770年3月5日、5人の植民地人がイギリス兵によって殺されるボストン虐殺事件が、この建物の東側すぐの場所で起きた。トマス・ハッチンソンがバルコニーから群衆に帰宅するよう語った。

### 1776年-1798年、マサチューセッツ州会議事堂

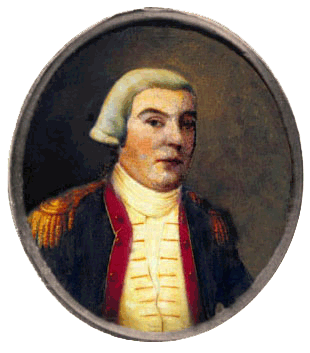
トーマス・クラフツ大佐（1777年頃）。

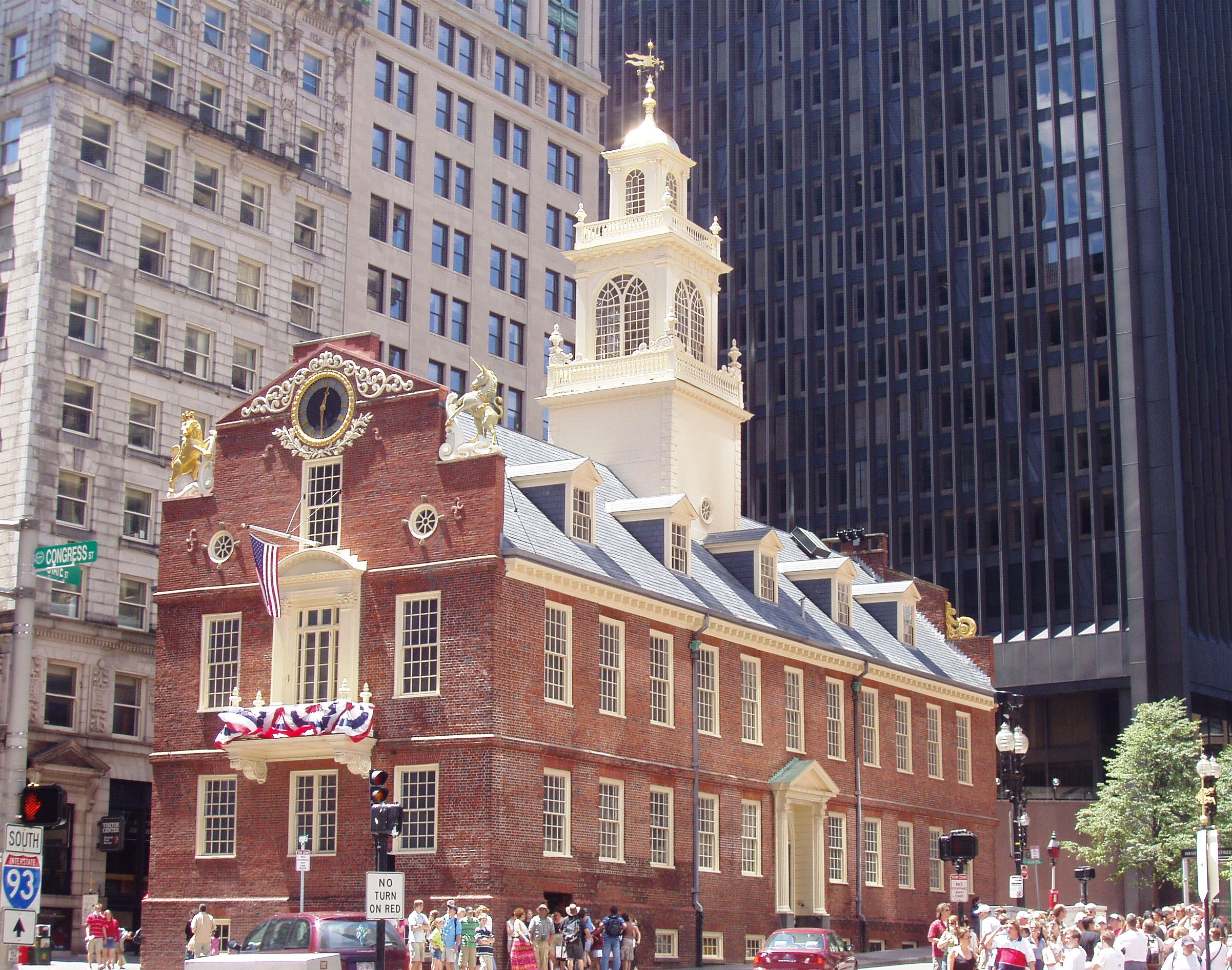
独立宣言書が読み上げられたバルコニーのある東側正面。屋根のユニコーンとライオンは、イギリスの紋章に使われているシンボルである。

1776年7月18日、アメリカ独立宣言が、トーマス・クラフツ大佐（自由の息子達の1人）によって、この建物の東側バルコニーから、沸き立つ群衆に対して読み上げられた。午後1時、まずクラフツが議場の中で立ち上がり、議員らに対して独立宣言書を読み上げた。そしてウィリアム・グリーンリーフ保安官がバルコニーからそれを読み上げようとしたが、声がかすれて出なかった。そこでクラフツが保安官の隣に立ち、力強い声で独立宣言書を読み上げた。
その後、合図を受けて、フォートヒルの要塞から13発の大砲が鳴らされた。ドーチェスター・ネック、キャッスル、ナンタスケット、ポイント・オールダートンの要塞でも、同じように大砲を発射した。さらに、砲兵分遣隊が大砲を13回発射し、それに続いて二つの連隊が13の部隊から続けざまに13発を撃ち鳴らした。13発という数字は、この時独立したアメリカの邦（後の州）の数である。式典は、議場のメンバーらの軽食で締めくくられた。議長が次のものに対して乾杯し、列席者がこれを固く誓った。
- アメリカ合衆国の繁栄と永続
- アメリカ議会
- ワシントン将軍及びアメリカ合衆国軍の成功
- 暴君と暴政の打倒
- 市民的・宗教的自由の普遍的な広がり
- 地球上のあらゆる場所にある合衆国の友

ボストン市民の3分の2が革命を支持しており、街の鐘が鳴らされ、皆が祝祭を喜び合った。その夜、イギリス国王の紋章やそれに類するマーク――ライオンと王冠、乳棒と乳鉢、心臓と王冠など――は、トーリー党のマークとともに取り払われた。屋根の上のライオンとユニコーンはキング・ストリートで焼かれた。
アメリカ独立戦争の後、この建物はマサチューセッツ州政府が1798年に現在の議事堂へ移転するまで、州会議事堂として使われた。

### 1830年-1841年、ボストン市役所
1830年から1841年まではボストンの市役所として用いられた。それまで市の事務所は郡庁舎の中にあった。1830年、アイザイア・ロジャーズにより、現存するらせん階段を含むグリーク・リバイバル様式への内装の改築が行われた。1832年には再び火事で損傷した。
当時、市役所は郵便局のほか民間企業と建物を共有していた。1835年10月21日、セオドア・ライマン市長は、暴徒に追われていた反奴隷制度新聞『リベレイター』編集長のウィリアム・ロイド・ガリソンをこの建物内に一時的にかくまった。その後一晩リヴレット・ストリート刑務所に保護されたが、暴動を引き起こしたとして告訴された。1841年、市役所はスクール・ストリートにある旧サフォーク郡庁舎に移転した。

### 1841年-1881年、商業ビル
ボストン市役所が移転した後、商用に転換された。かつて州議事堂から市役所に転換するまでの間にも一時的に商用利用されていた。仕立て屋、衣料品店、保険会社、鉄道会社などが入居していた。一度に50社が入居することができた。。

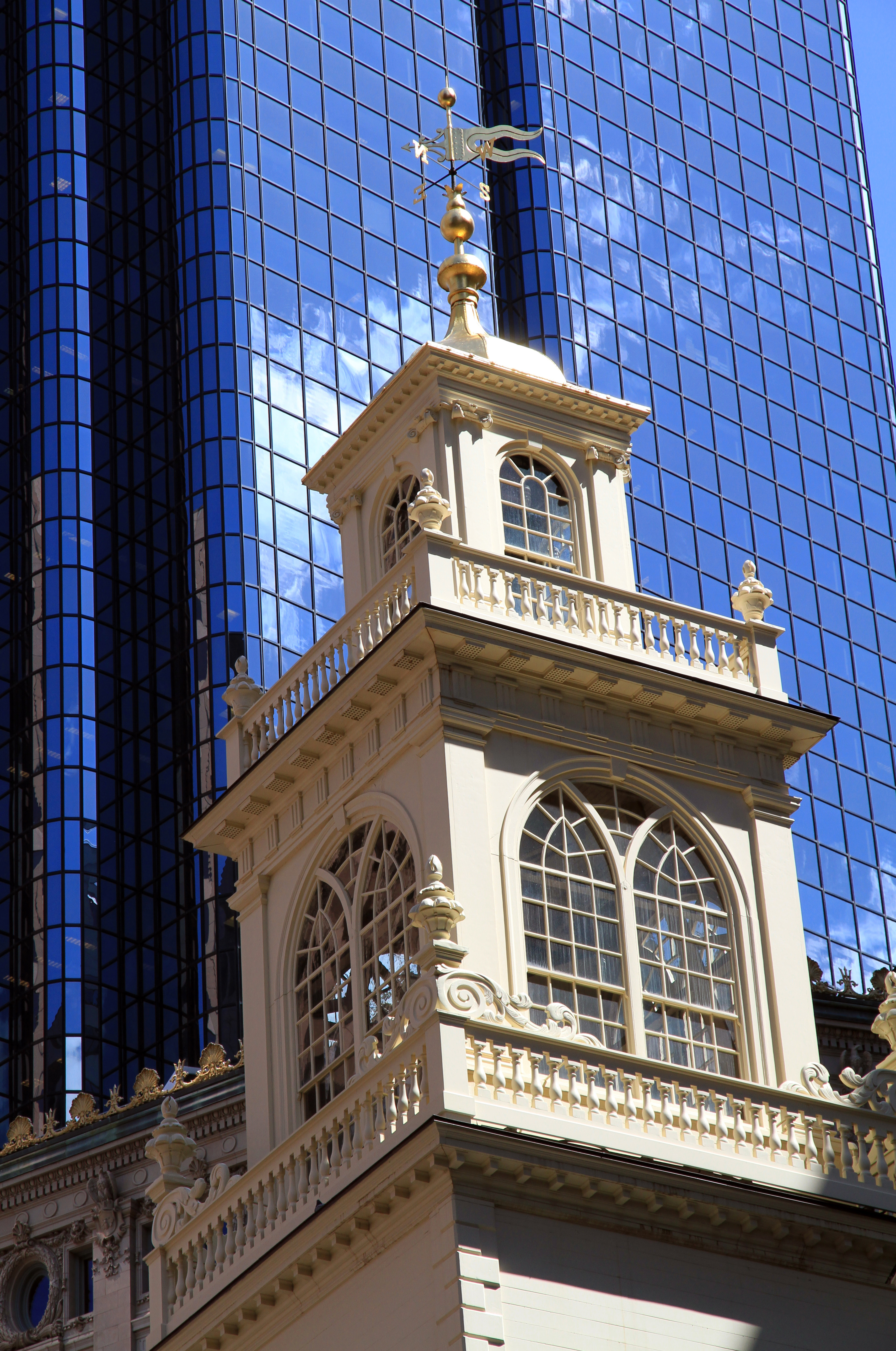
塔および風向計

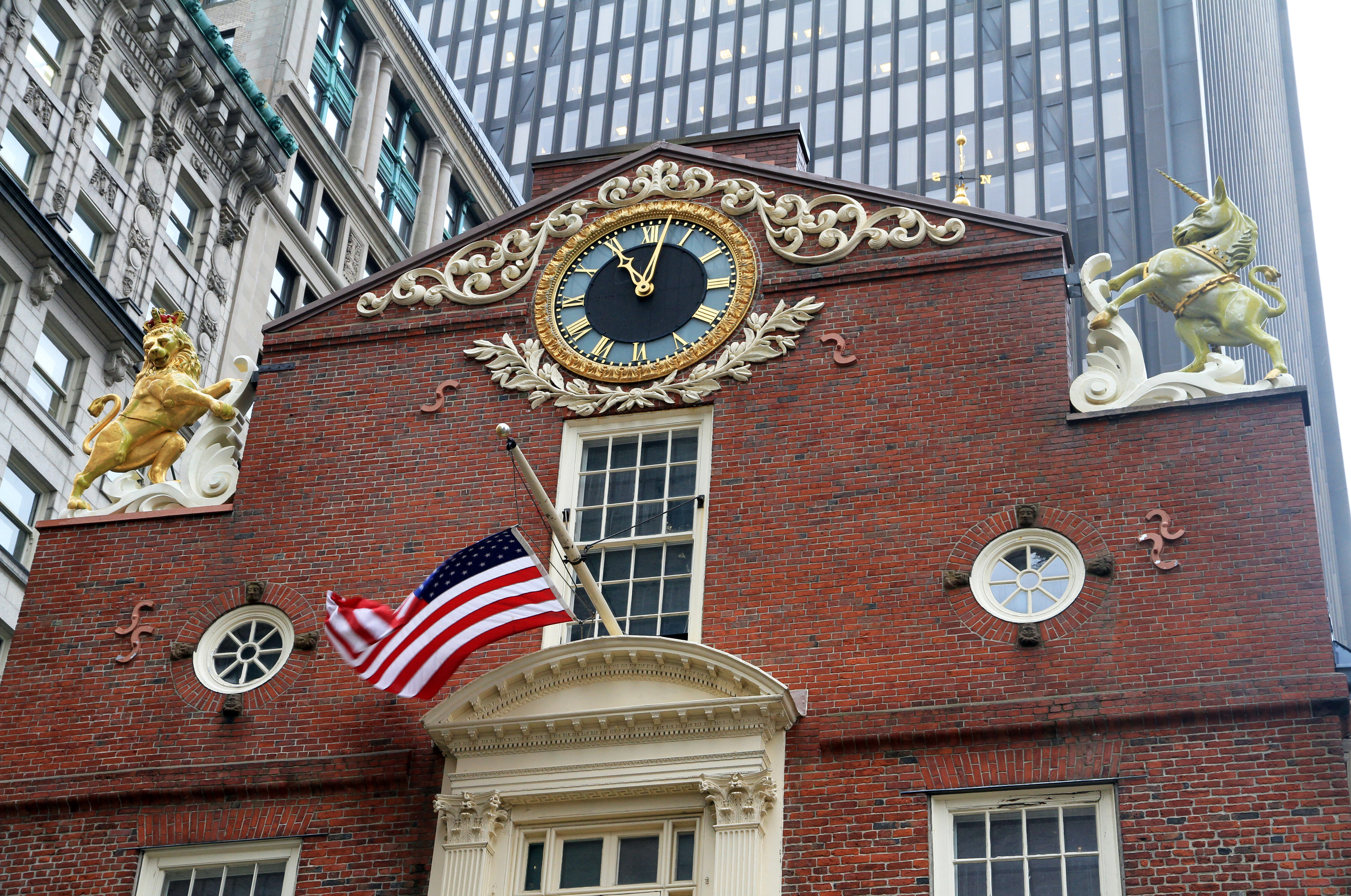
ライオンとユニコーン

### 1881年-現在、ボストニアン・ソサエティおよび博物館
1881年、開発の中で取り壊される可能性が出てきたことから、建物を保存し、管理するためにボストニアン・ソサエティが組織された。その後、植民地時代の外観へと復元工事が行われた。1881年から1882年にかけてジョージ・A・クラフによって修復工事が行われた。1882年、ライオンとユニコーンのレプリカが屋根の東側に設置された。西側には旧州会議事堂とアメリカの歴史との関連の象徴として鷲の像が設置されている。
1904年、地下にステート駅が設置され、地下鉄がこの建物の地下の一部を通っている。1904年、現在のブルー・ラインとなるイースト・ボストン・トンネルが開業し、1908年、オレンジ・ラインの一部となっているワシントン・ストリート・トンネルが開業した。1907年にはジョセフ・エバレット・チャンドラーによって再び修復工事が行われた。1990年にはグッディ・クランシー・アンド・アソシエイツによって更なる修復工事が行われた。修復工事の際、地下鉄工事の時に取り付けられた支えのパッキン材がさびついており、そのために煉瓦の壁にひび割れが生じているのが分かった。1909年から1947年、ボストン・マリン・ミュージアムがボストニアン・ソサエティから複数の部屋を賃貸借用して使用していた。

#### 独立200周年祭
1976年7月11日、イギリス女王エリザベス2世が、アメリカ合衆国独立200周年祭を祝いにボストンを訪問した際、夫とともに旧州会議事堂を訪れた。女王は、1773年のボストン茶会事件の時の紅茶のサンプルを目にした。そしてフィリップ王子とともに歴史的なバルコニーに現れ、ケルヴィン・ホワイト市長、マイケル・デュカキス州知事、詩人のデイヴィッド・マッコード、歴史家のウォルター・ミューア・ホワイトヒルを含め大勢の聴衆に対し、スピーチを行った。女王は、スピーチの中で、次のように述べた。
もしポール・リビアやサミュエル・アダムズ、その他の愛国者たちが、いつかイギリスの君主が、独立宣言が最初にボストン市民に読み上げられた場所である州会議事堂のバルコニーに立つことがあると、そしてこのように温かく寛容な言葉で迎えられることがあると知ることができたなら……、彼らは非常に驚いただろうと思います。しかしまた、最終的に我々が自由な人民として 、また友人として、アメリカ独立戦争が目指したまさにその理想を共に守るべく、再び一緒になったと知れば、彼らは喜んだのではないでしょうか。
女王は、Aynslkey China Ltd.社が作った磁器製の鷲を、旧州会議事堂を管理するボストニアン・ソサエティに贈った。女王はまた、オールドノースチャーチで朝の礼拝に参加し、ボストン市役所で昼食会に出席し、ビーコンヒル地区、バックベイ地区、ケンブリッジ、チャールズタウン地区を自動車でパレードした。そして、海軍長官とともにコンスティチューション号で周遊し、王室専用船HMYブリタニア号でボストン港を後にした。女王は、出発前に、王室専用船上でマサチューセッツ州から250名のゲストを招いて90分間のレセプションを催した。
旧州会議事堂には、現在、東側正面に、イギリスの紋章であるユニコーンとライオンが飾られている。いずれも、1882年にボストン歴史協会が昔の外観へと復元を行った時に取り付けられたものである。元のものは、1776年に独立宣言書がバルコニーから読み上げられた時に引きはがされ、火に投げ入れられてしまった。

## 博物館としての現在の建物
現在、旧州会議事堂の周りには、フィナンシャル・ディストリクトの高層建築が建ち並んでいる。しかし、今でも、東側の港の方から、ステート・ストリートを通して遠く旧州会議事堂を望むことができる。
また、ここは、MBTAの地下鉄ブルーラインとオレンジラインのステート・ストリート駅が地下にあり、公共交通機関の要となっている。建物内には博物館が設けられ、ホリデイを除き週7日営業している。2階の議場・会議室は後世のためボストニアン・ソサエティによって保存が行われている。旧州会議事堂は、結婚式場としても人気がある。式が行われるのは、通常、東側バルコニーに面した部屋である。結婚式の後、新郎新婦の写真をバルコニーで撮ることができる 。
そのほか、旧州会議事堂の東側正 面の前にある中央分離帯には、ボストン虐殺事件の起きた場所を示す、円形に埋められた丸石があり、建物自体と同じくフリーダムトレイルのスポットとなっている。博物館では様々な媒体でボストン虐殺事件を紹介し、ガイド・ツアーも行なわれている。

## 近年の保存、復元および将来計画
旧州議事堂の建物には、何度か改築・修復工事が加えられている。
2006年、水害によるレンガの損傷を修復した。レンガの損傷は長らく問題となっていたが、2005年秋、ハリケーン・ウィルマにより悪化していた。このプロジェクトはヒストリー・チャンネルの『Save Our History 』で取り上げられた。
2008年、塔の大幅な修復が行なわれた。シェム・ドロウンによるとされる1713年製の風向計は金箔を打ち直された。窓は修復および張り直され、欄干も修復され、屋根の銅板および朽ちた木製の壁は新しいものに交換された。これらは構造の損傷を防ぎ、博物館の所蔵物およびサイモン・ウィラードによる1831年製の時計などを保護するものであった。
ボストニアン・ソサエティは博物館を障害者がより利用しやすいように計画中である。階段が使用できない来訪者にも歴史的建物を利用できるよう多くの計画を検討している。博物館はこの問題を解決するため新技術を用い、車椅子のためのスロープやエレベーターなどを追加する予定である。

## ギャラリー

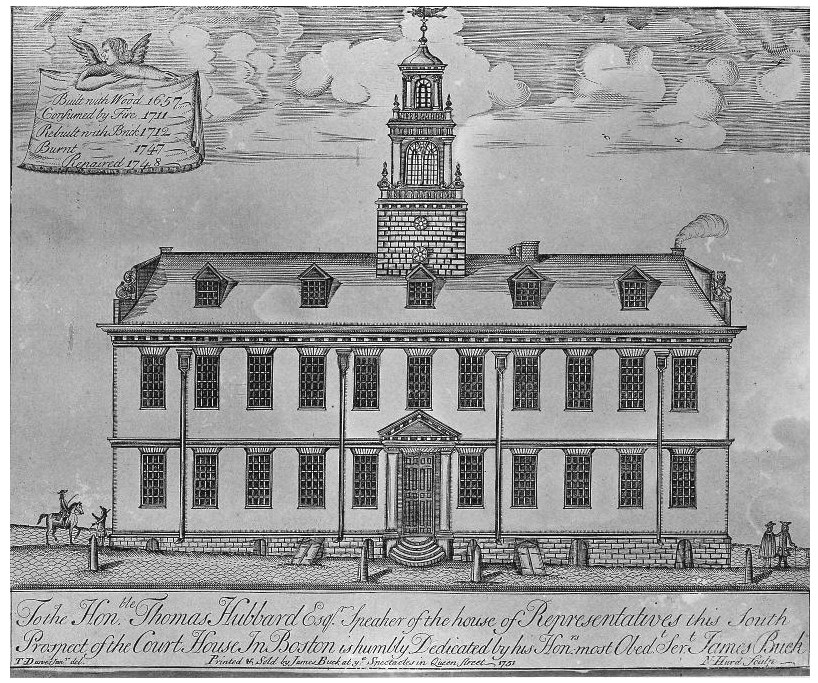
1751年、サフォーク郡庁舎としての旧議事堂。
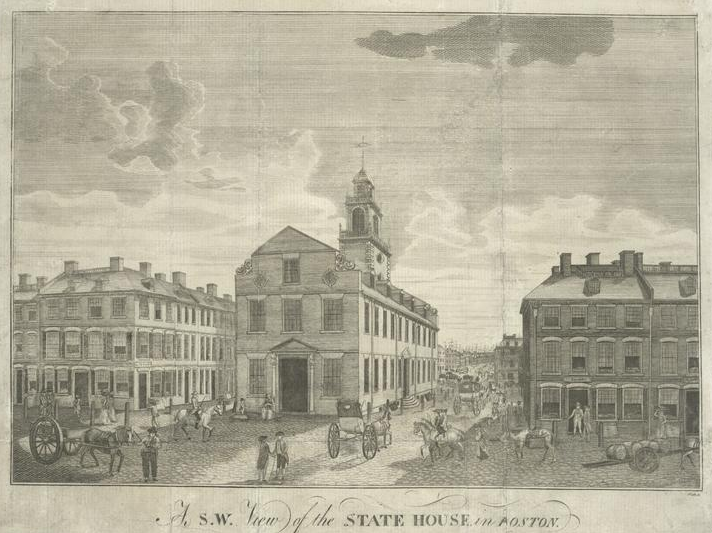
1793年、サミュエル・ヒルの版画。マサチューセッツ・マガジン出版。
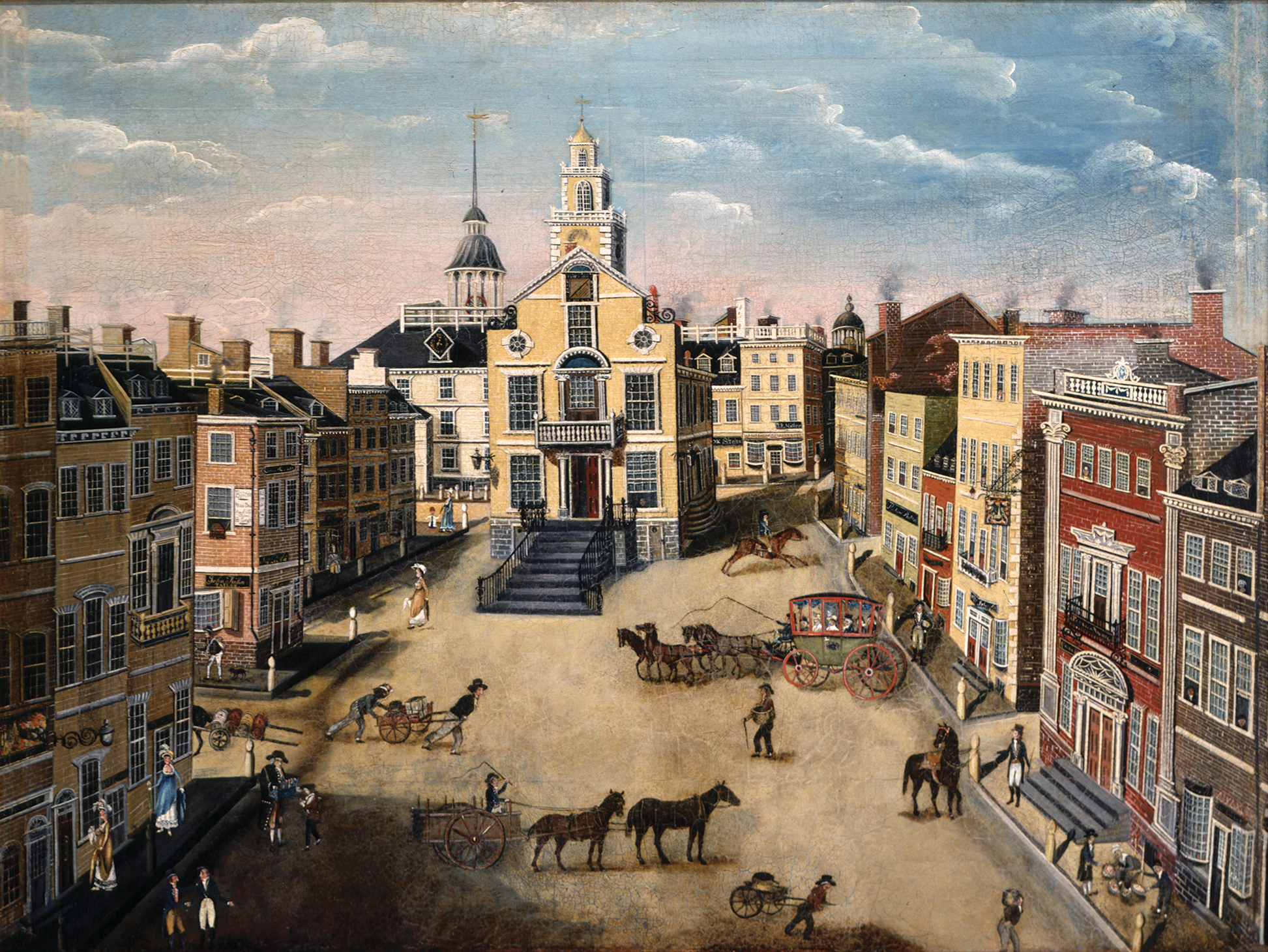
1801年、ステート・ストリート。J・マーストン画。
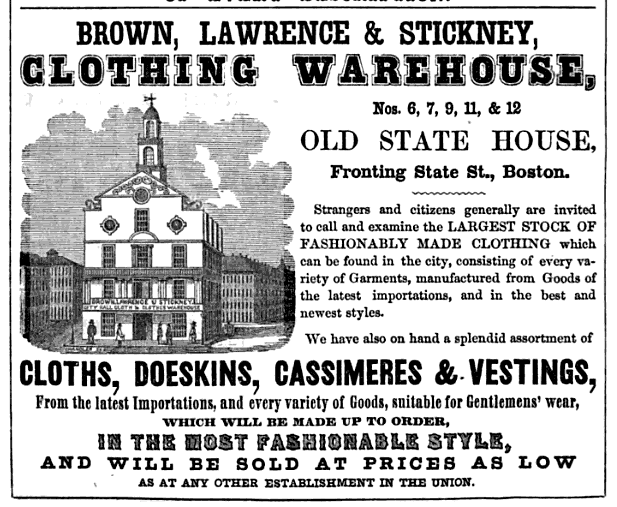
1849年、この建物に入居していた衣類店の広告。
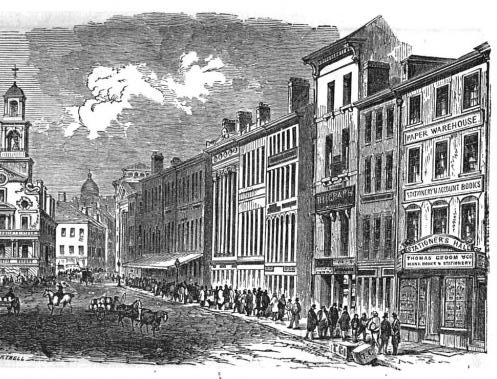
1851年、ステート・ストリート。
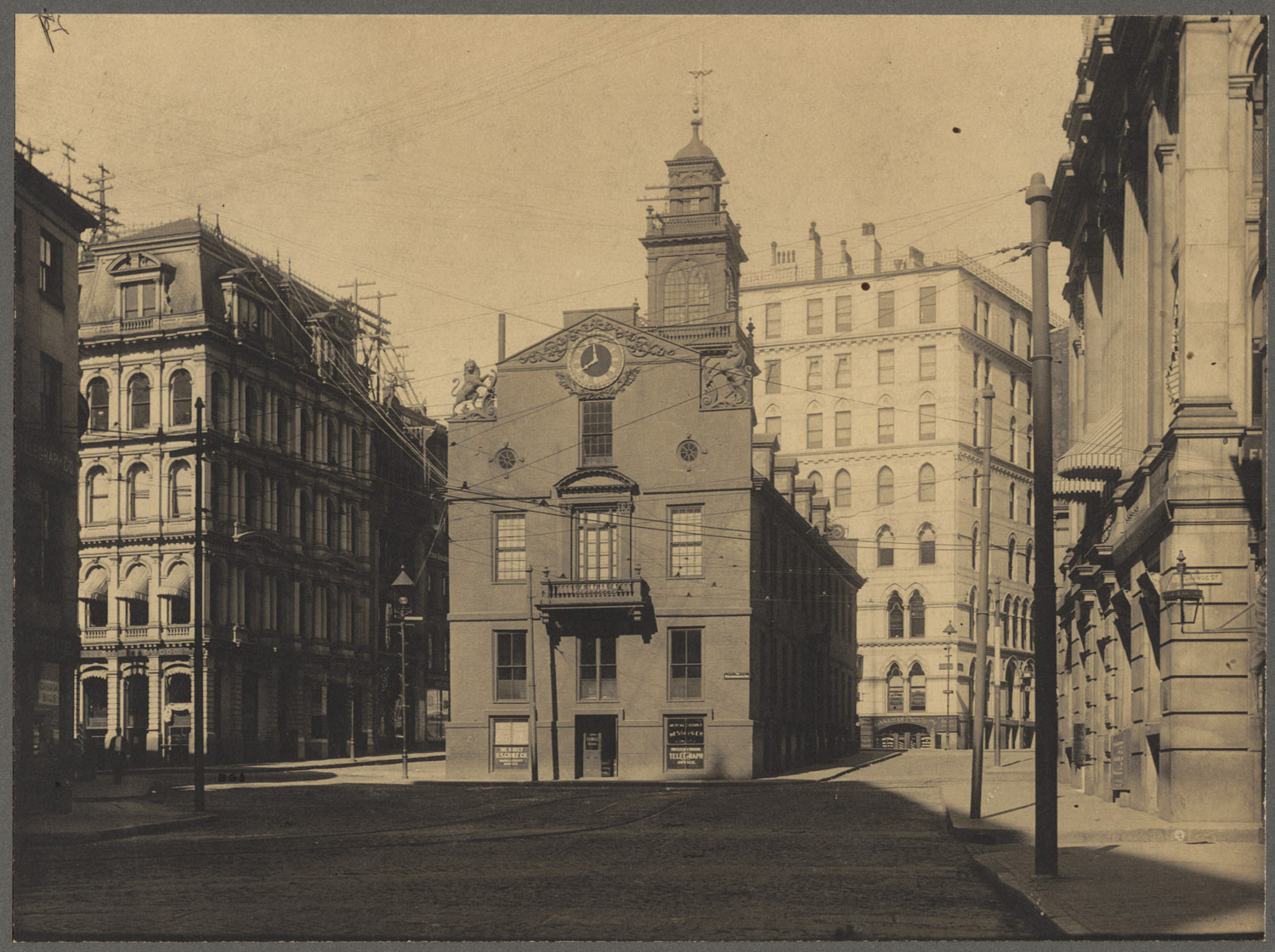
1898年頃。
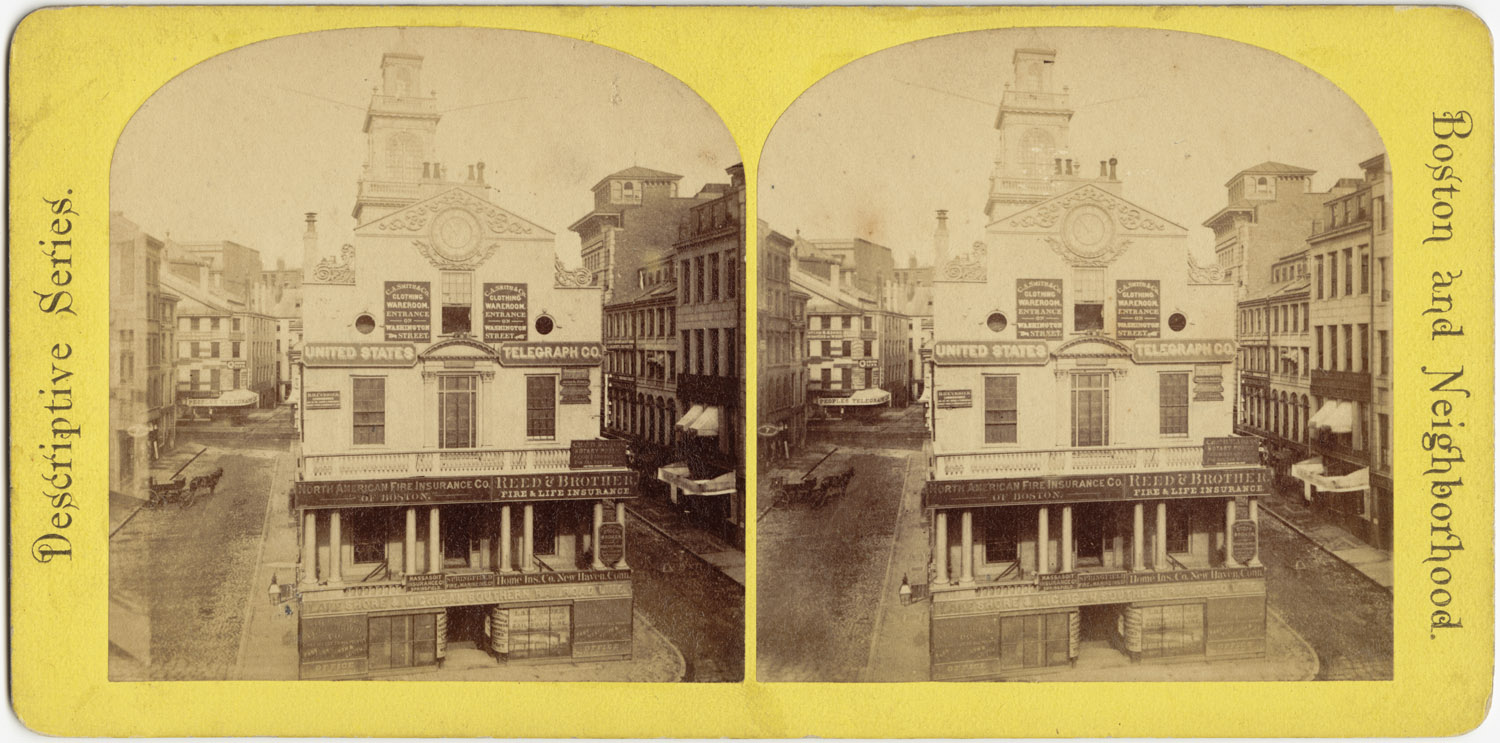
19世紀。
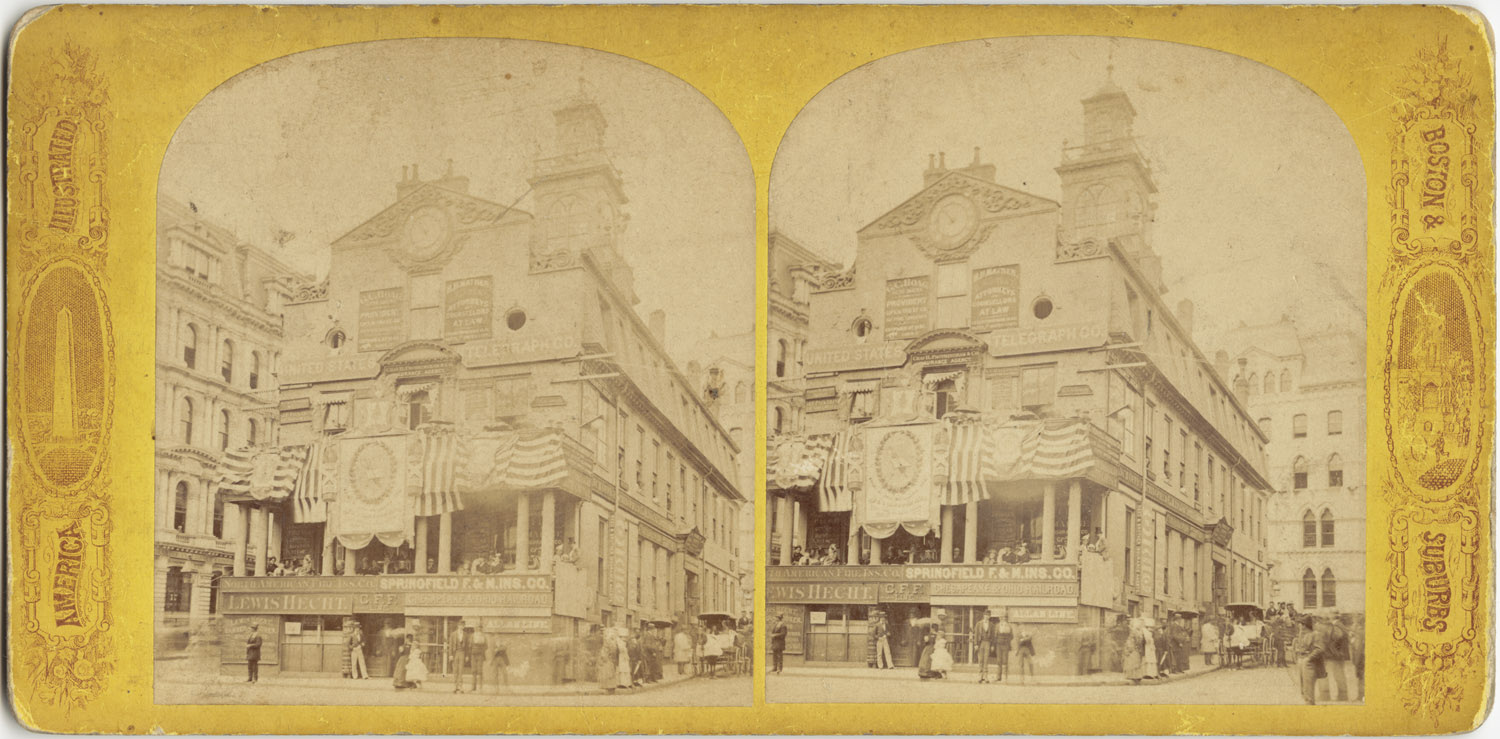
19世紀。
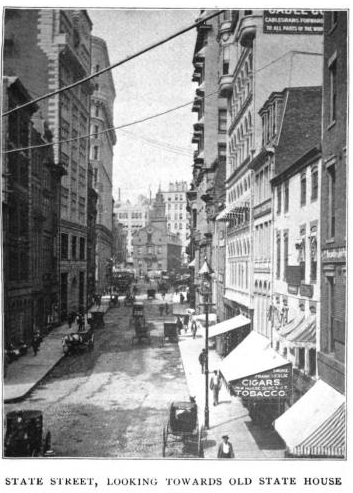
1904年、ステート・ストリート。
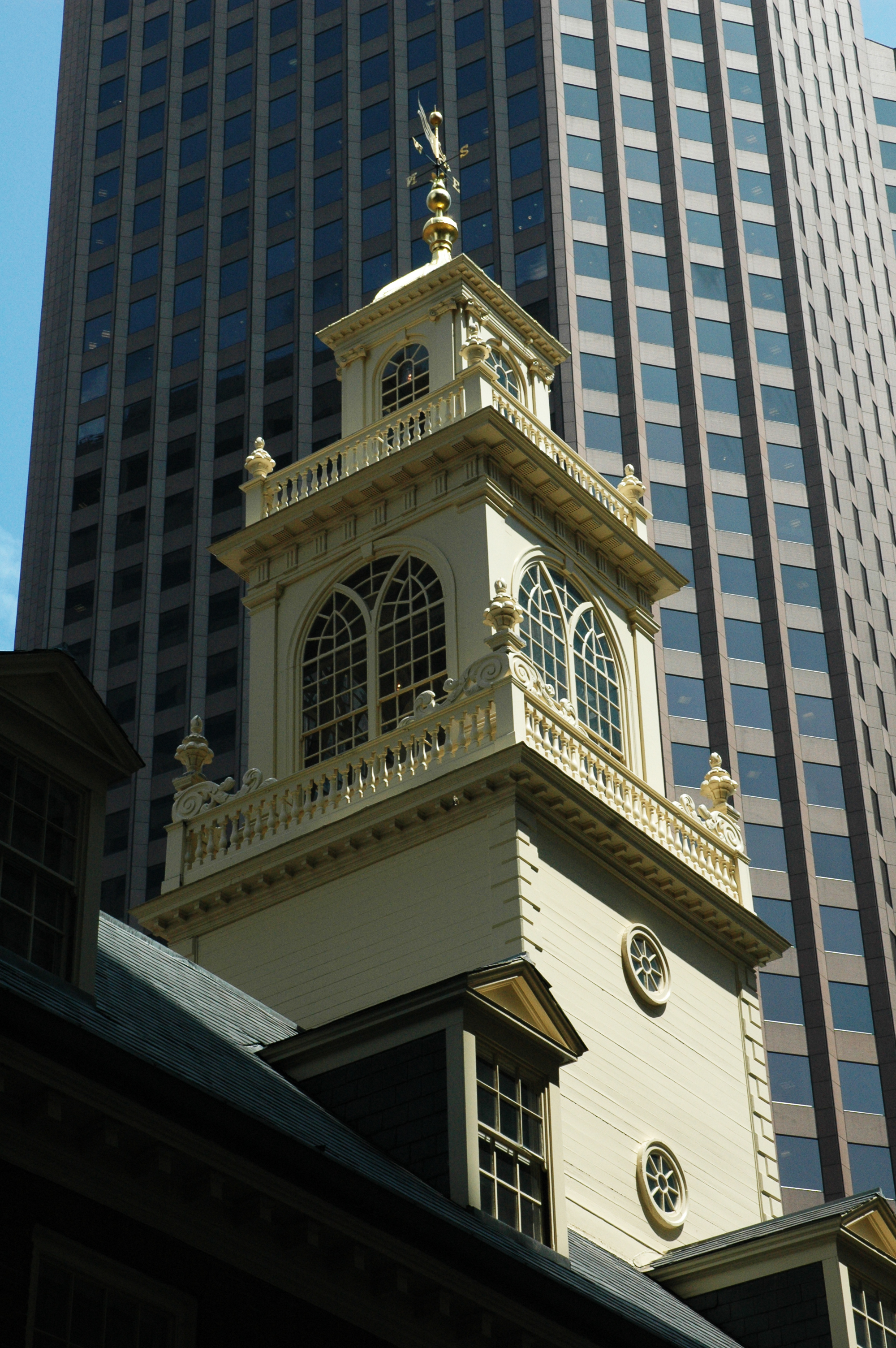
2007年頃、修復1年前の塔。
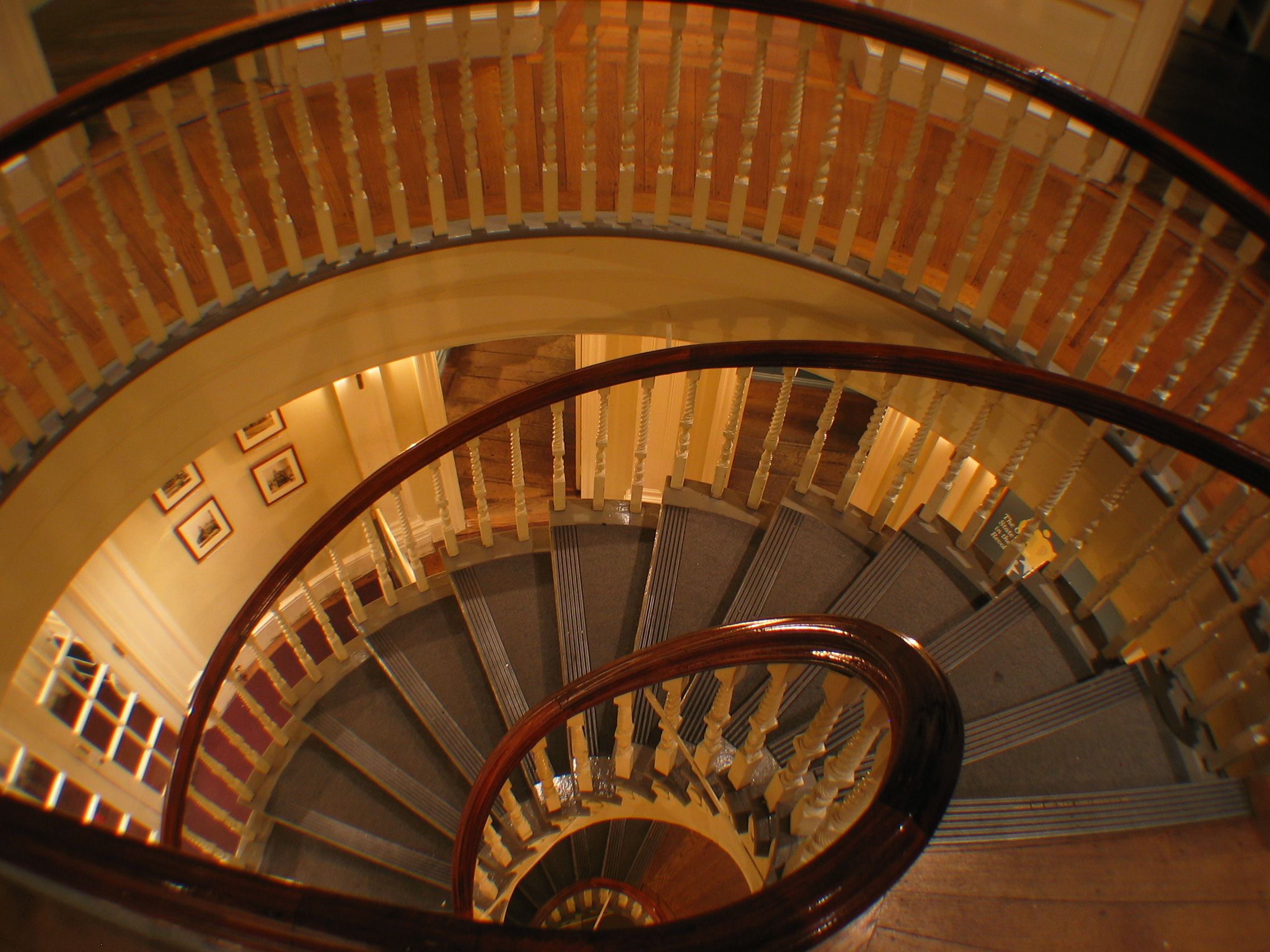
らせん階段。
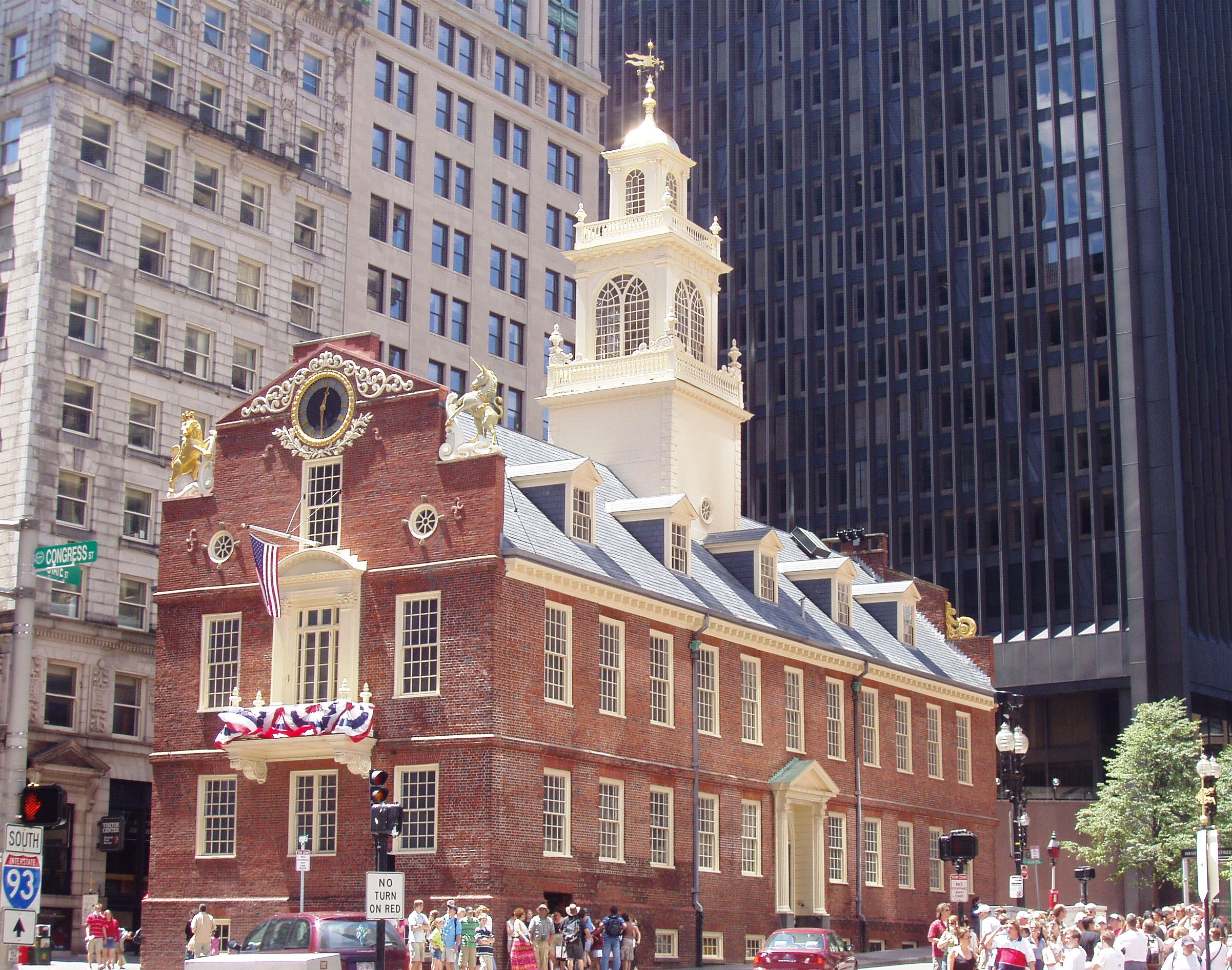
東のバルコニーでアメリカ独立宣言のボストン初公開が行なわれた。屋根の上のライオンとユニコーンはイギリスの国章と同じものであり、この建物の歴史を物語っている。
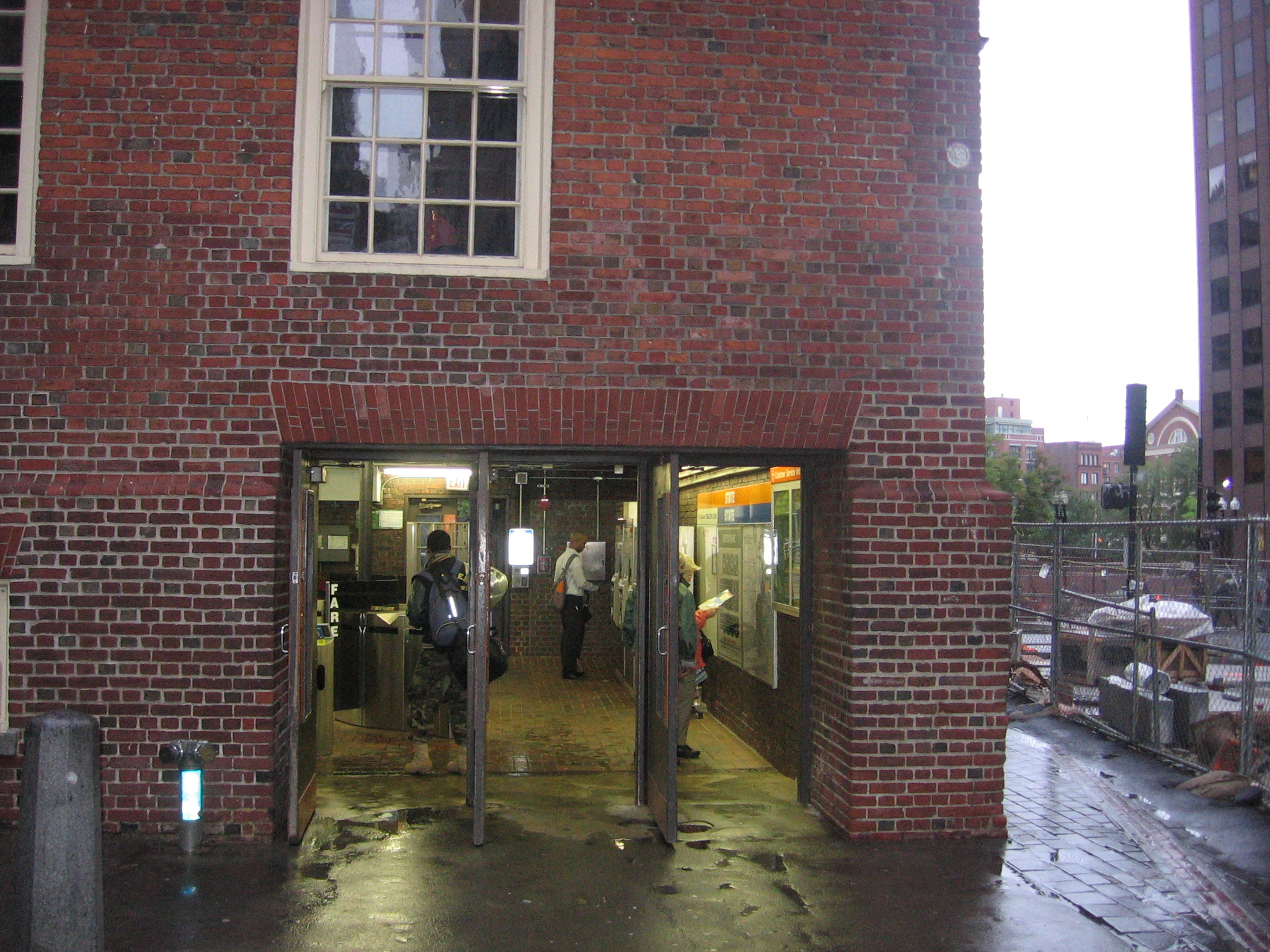
MBTAステート駅のデヴンシャー・ストリート口。
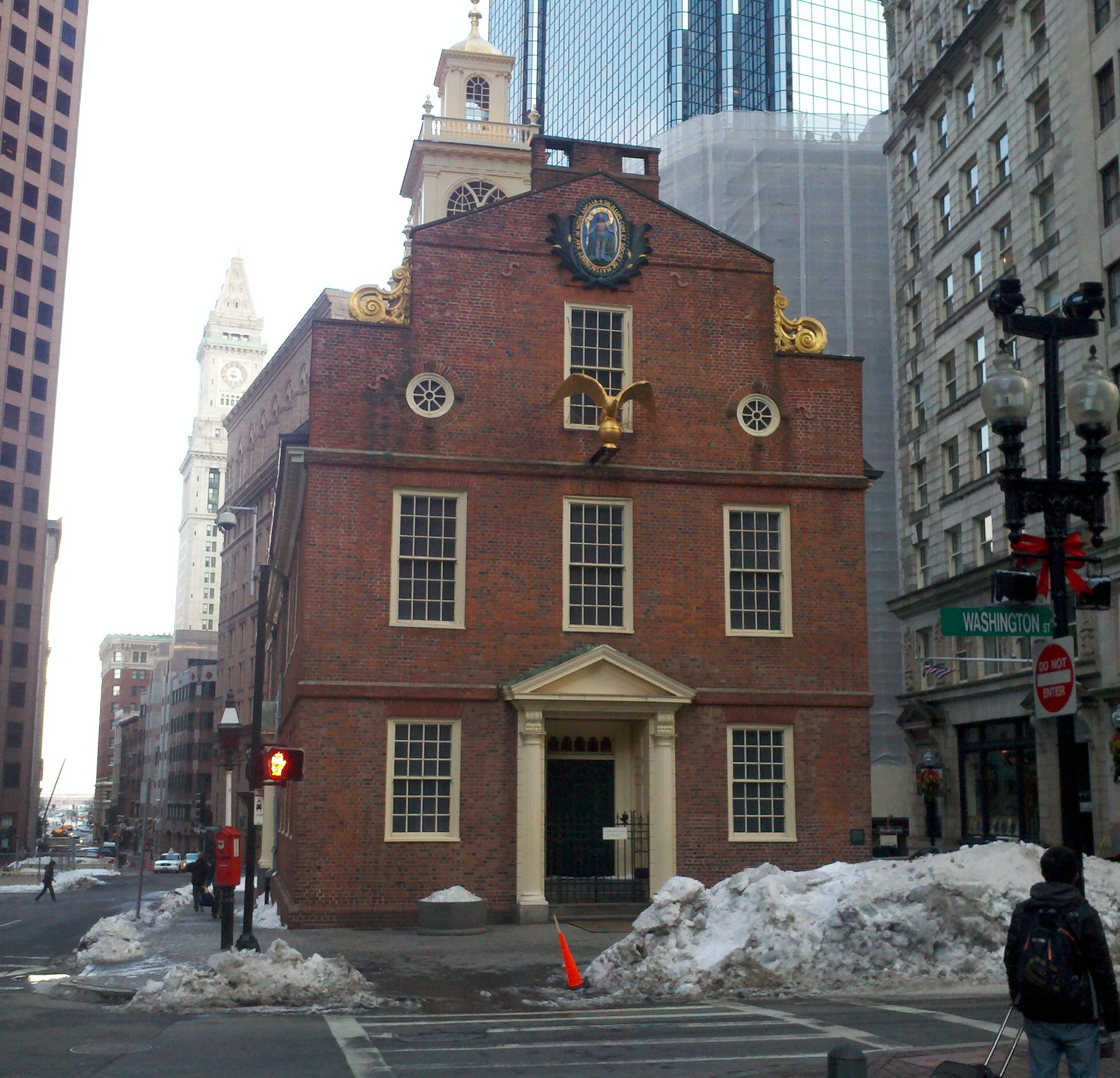
2011年1月。
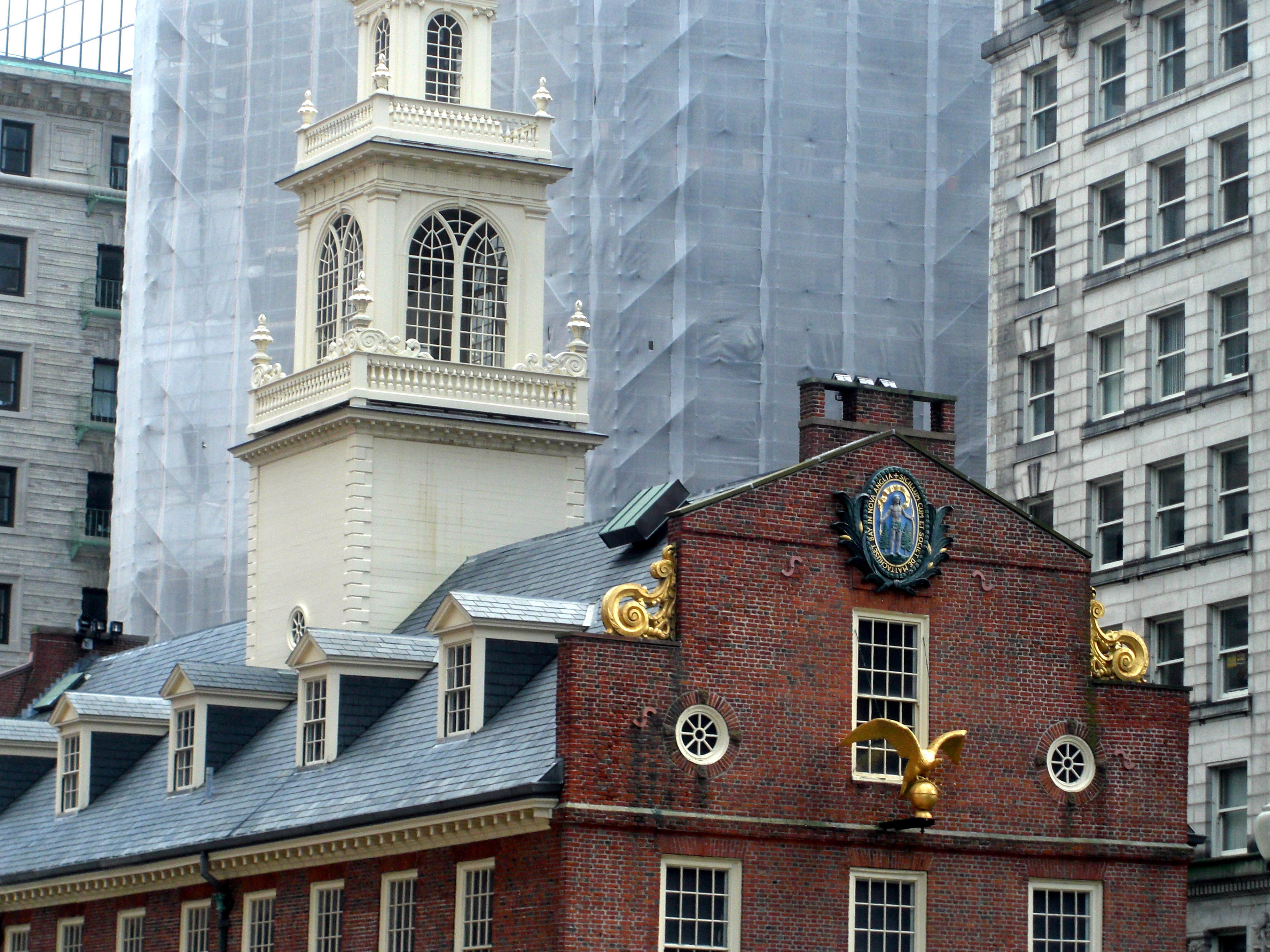
2011年8月。